# Lycée Gabriel-Guist'hau
Le lycée Gabriel-Guist'hau, appelé en général lycée Guist'hau est un établissement français d'enseignement secondaire (général) et supérieur situé à Nantes (Loire-Atlantique), à la limite du quartier du Centre-ville. Nommé en honneur de Gabriel Guist'hau, il dépend administrativement de la région Pays de la Loire et de l'académie de Nantes. L'établissement accueille des classes préparatoires littéraires (A/L et B/L) et une classe préparatoire Ciné-Sup, unique en France, préparant aux concours d'entrée aux grandes écoles de cinéma.

## Localisation
L'établissement est situé au no 3 rue Marie-Anne-du-Boccage (artère qui marque la limite quartiers du centre-ville et celui Hauts-Pavés - Saint-Félix), près du boulevard Gabriel Guist'hau et de la place Delorme, à proximité des lycées Vial (public) et Chavagnes (privé). Le quartier dans lequel il se trouve est aisé comme en témoignent les immeubles cossus donnant sur les rues environnantes.
Les locaux du collège se trouvent dans un bâtiment annexe situé à proximité, rue Sévigné.

## Origine du nom
Le nom de l'établissement lui fut attribué en 1932, en hommage à Gabriel Guist'hau, ancien député-maire de Nantes, plusieurs fois ministre (notamment de l'Instruction publique) décédé quelque temps auparavant, et qui a été l'initiateur de la construction des bâtiments du lycée dans leur forme actuelle. Un compte-rendu de délibération du Conseil municipal, en novembre 1930, dit : « Il nous a semblé que le nom de son rénovateur pourrait être inscrit sur le fronton, hommage public et mérité au grand maire Guist'hau avant d'être appelé au gouvernement. L'association des anciennes élèves, le conseil d'administration du lycée, ont déjà pris des dispositions dans ce sens. Si accord, la délibération sera soumise à l'approbation du gouvernement (séance du 8 décembre 1930). ». À l'occasion des cérémonies du cinquantenaire du lycée - les 23 et 24 avril 1932 - l'éloge de Gabriel Guist'hau est prononcé ; Léopold Cassegrain, maire de Nantes, dit sa satisfaction de voir le nom de l'ancien ministre associé à l'établissement, puis « le drapeau tricolore qui, jusqu'ici, voilait la plaque représentant G. Guist'hau, tombe et le lycée de jeunes filles prend officiellement le nom de lycée Gabriel Guist'hau. ».
Le nom de Gabriel Guist'hau a été préféré à celui d'Élisa Bordillon, première directrice de l'établissement en 1882.

## Historique

### Les débuts
L'établissement, créé en application de la loi Camille Sée de 1880, est un des tout premiers lycées de jeunes filles de France. Jusqu'en 1881, les lycées étaient alors réservés aux garçons et cette loi permit donc s'instituer un enseignement secondaire pour les filles, avec un programme spécifique. Les Républicains souhaitent en effet soustraire les femmes à l'influence cléricale. Certains veulent aller vite comme l'inspecteur d'académie de Loire-Inférieure ou le maire de Nantes Georges-Évariste Colombel. Alors que la lettre ministérielle précisant les conditions d'ouverture paraît en août 1882, le lycée de jeunes filles de Nantes ouvre en octobre 1882, avant même la signature d'un traité constitutif entre la Ville et le Ministère en juillet 1883.
Pour accueillir les élèves, la municipalité a acheté deux maisons bourgeoises rue Harouys ; Élisa Bordillon, la première directrice, accueille 100 élèves lors de la première rentrée. Elles sont 120 en janvier 1883, 200 en 1886 et 500 en 1907. Ce sont surtout des enfants de la bourgeoisie, comme dans tous les lycées de l'époque.
Le succès nécessite un agrandissement, ce qui se traduit par un déménagement à l'ancien emplacement de l'externat des Enfants-Nantais situé rue Bonne-Louise récupéré par la municipalité. Les bâtiments existants sont rasés et remplacés par un nouvel édifice à structure de béton dû à l'architecte Gabriel Guchet, construit autour de trois cours : la « cour d'honneur » au nord-ouest, la « cour Bonne Louise » à l'est côte rue Bonne-Louise et la « cour Colbert » à l'ouest côté rue Colbert.
Les travaux sont interrompus par la Première Guerre mondiale, période durant laquelle le lycée sert d'hôpital militaire avec ses 260 lits accueillant 3 782 blessés. Jacques Vaché et André Breton s'y rencontrent en 1916 ; ils donnent alors naissance au mouvement du surréalisme.

### Le lycée moderne

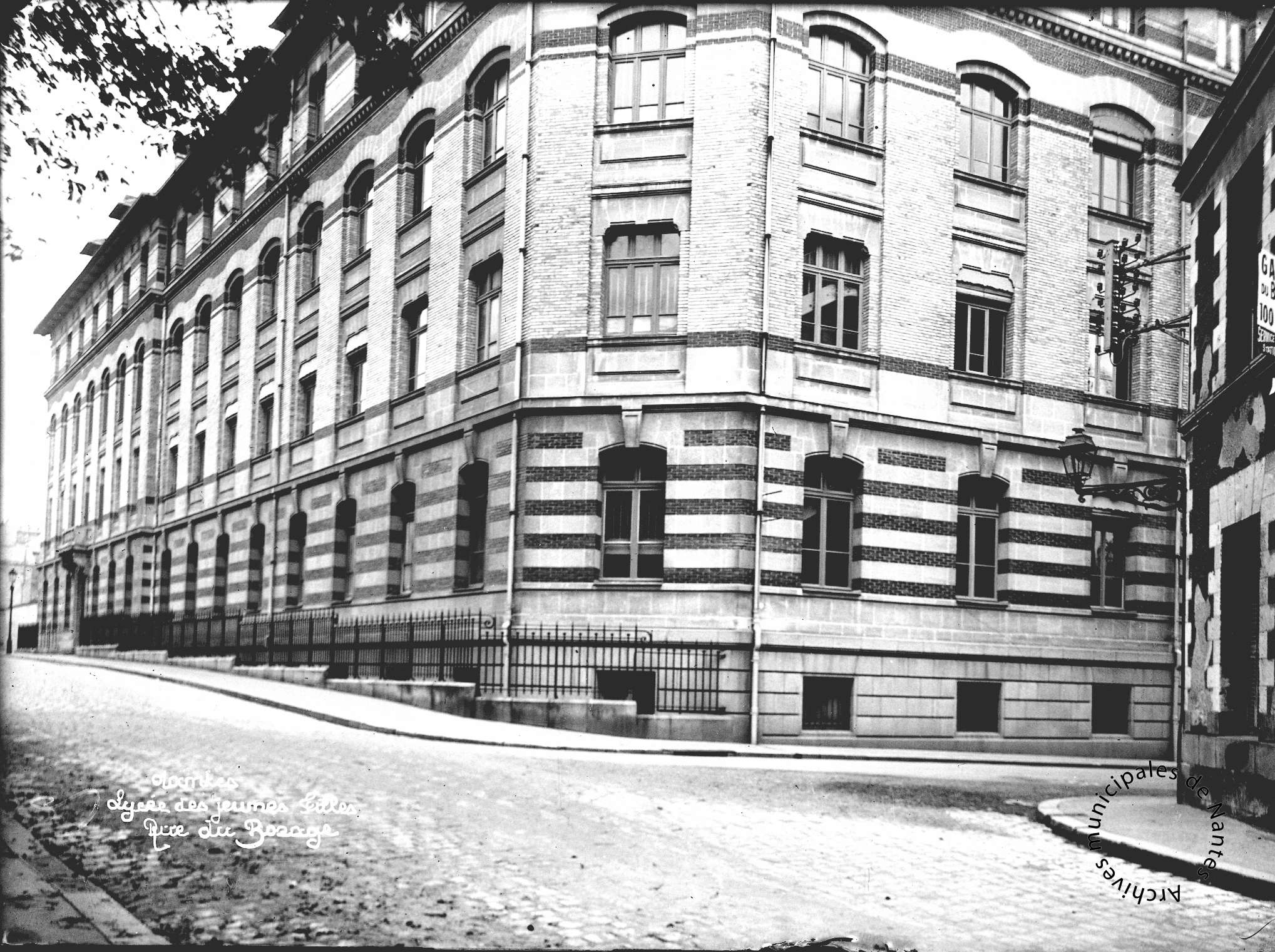
Angle nord-ouest du lycée Guist'hau en 1945, entre les rues Marie-Anne-du-Boccage (à gauche) et Colbert (à droite).

La guerre finie, les travaux reprennent et se poursuivent de 1919 à 1934 (bien qu'une grande partie d'entre eux soit terminée en 1931). Le nouveau lycée tel qu'on peut le voir aujourd'hui ouvre ses portes le 1er octobre 1928. Le « vieux lycée » de la rue Harrouys, abandonné, est transformé en école primaire.
Au début de la Seconde Guerre mondiale, Madeleine Bourguel, professeur membre de « l'association des Françaises diplômées des universités », est à l'initiative du parrainage par la grande majorité du personnel du lycée de deux collègues polonaises réfugiées, on ne relève que douze cas semblables en France. Durant l'Occupation, le lycée, qui est épargné par les bombardements de septembre 1943, accueille des officiers prisonniers et l'internat est occupé par l'armée allemande.
L'établissement devient mixte en 1970. Il propose de nombreuses formations et dispose de peu d'espaces, étant situé dans un quartier densément peuplé. L'internat, resté réservé aux jeunes filles, a été réduit, accueillant 21 jeunes filles du secondaire et 33 jeunes filles de classes préparatoires. Le sport est dispensé dans les installations municipales pour récupérer l'espace qui aurait été nécessaire à des installations propres. En 2006 sont lancés des travaux transformant le préau avec verrière en hall fermé, ce qui a permis la création de quatre nouvelles salles.
Le 29 janvier 2004, durant la nuit, la boîte au lettre du lycée est détruite par une bombe artisanale. Ce méfait s'inscrit dans la série d'attentat visant le préfet Aïssa Dermouche au cours de l'année 2004, son fils étant scolarisé au sein de l'établissement,,.

### Fermeture du collège
Après 2024, les activités du premier cycle des lycées Guist'hau et Jules-Verne seront transféré dans les locaux de l'ancien lycée Vial reconverti en collège (les lycéens de Vial et Leloup-Bouhier ayant intégrés dès 2014 le nouveau Lycée Nelson-Mandela sur l'île de Nantes). La ville de Nantes, propriétaire des bâtiments du collège qui seront ainsi désertés, devra étudier leur destination future. Cependant, jugeant le lycée à l'étroit dans ses locaux actuels, les parents, élèves et professionnels du second cycle souhaiteraient profiter de l'espace libéré.

## Le P'tit Gaby
Stoppé en 2017, le journal du lycée a été repris par les élèves en 2024. Le P'tit Gaby affiche une façade plus moderne avec le slogan "par les lycéens, pour les lycéens." Avec un format bimensuel de 16 pages, le journal aborde des sujets tels que l'actualité mondiale, l'art et le cinéma, la culture, l'actualité de la vie lycéenne (à travers les projets de la MDL, du CVL ou encore des éco-délégués), une rubrique "Micro-Couloir" (basée sur des sondages auprès des élèves et des analyses) ou encore les rubriques engagements et orientation qui propose des interviews engagées.
.
Site web du journal Le P'tit Gaby : leptitgaby.fr

## Classements

### Classement du Lycée
En 2016, le lycée se classe 5e sur 48 établissements au niveau départemental quant à la qualité d'enseignement, et 226e sur 2 777 établissements au niveau national. Le classement s'établit sur trois critères : le taux de réussite au bac, la proportion d'élèves de première qui obtient le baccalauréat en ayant fait les deux dernières années de leur scolarité dans l'établissement, et la valeur ajoutée (calculée à partir de l'origine sociale des élèves, de leur âge et de leurs résultats au diplôme national du brevet).

### Classements des CPGE
Le classement national des classes préparatoires aux grandes écoles (CPGE) se fait en fonction du taux d'admission des élèves dans les grandes écoles.
En 2015, L'Étudiant donnait le classement suivant pour les concours de 2014 :
| Filière | Élèves admis dans une grande école* | Taux d'admission* | Taux moyen sur 5 ans | Classement national | Évolution sur un an |
| --- | ----------------------------------- | ----------------- | -------------------- | ------------------- | ------------------- |
| Khâgne A/L | 0 / 24 élèves                       | 0 %               | 0 %                  | 41eex-æquo sur 41   | =                   |
| Khâgne B/L | 1 / 38 élèves                       | 3 %               | 3 %                  | 15e sur 22          | 3                   |
| Khâgne LSH | 1 / 40 élèves                       | 3 %               | 2 %                  | 30e sur 73          | 43                  |
| Source : Classement 2015 des prépas - L'Étudiant (Concours de 2014). * le taux d'admission dépend des grandes écoles retenues par l'étude. En khâgne, ce sont 5 écoles de commerce (HEC, ESSEC, ESCP Europe, EM Lyon, EDHEC), l'ENSAE, l'ENC et 3 ENS qui ont été retenus par L'Étudiant. |                                     |                   |                      |                     |                     |

 Il convient de souligner cependant des résultats importants lors de la session du concours 2020 avec 4 élèves admises à l'ENS de Lyon en A/L et deux de prepa B/L comme en témoignent les articles de presse sur la question (Ouest-france). Il convient tout de même de noter que la session 2020 des épreuves de l'ENS n'ont pas donné lieu à des épreuves d'admission orales, contrairement aux sessions habituelles.

## Personnalités liées

### Anciens élèves
Classement par ordre alphabétique
- Marion Aubert, comédienne.
- François Bégaudeau, écrivain, critique, scénariste et musicien.
- Pierre Bodeau-Livinec, professeur de droit public et vice-président relations internationales à l'Université Paris Nanterre.
- Éric Brunet, auteur, essayiste, animateur radio et chroniqueur à BFM TV.
- Mikael Buch, réalisateur et scénariste.
- Hélène Cadou, auteure et épouse de René Guy Cadou.
- Marion Cahour, médecin.
- Anne-Claire Coudray, journaliste, animatrice de télévision et présentatrice du JT de TF1 le week-end.
- François de Rugy, ancien ministre et président de l'Assemblée nationale.
- Christophe Clergeau, député européen.
- Samuel Maréchal, homme politique.
- Anna Mouglalis, actrice et mannequin.
- Claude Cahun, auteure, artiste et résistante.
- Éléonore Faucher, réalisatrice et scénariste.
- Laëtitia Colombani, réalisatrice, actrice et scénariste.
- Xavier Esnault, réalisateur de films, de télévision et fondateur du groupe de musique Zabriskie Point.
- Léa Fehner, réalisatrice et scénariste.
- Katell Quillévéré, réalisatrice, scénariste et costumière.
- Romain Cogitore, scénariste, réalisateur et comédien.
- Nicolas Brossette, scénariste et réalisateur.
- Suzanne Malherbe, artiste.
- Franck Guérin, réalisateur.
- Richard J. Thomson, réalisateur, scénariste, auteur.
- Johanna Rolland, maire de Nantes et ancienne conseillère générale de Loire-Atlantique.
- Marielle Macé, essayiste.
- Françoise Paressant, artiste
- Alb3rt, musicien, artiste.

### Enseignants
- Jean Natiez, agrégé d'histoire et ancien député de Loire-Atlantique.
- Xavier Esnault, professeur de cinéma-audiovisuel, réalisateur de films, de télévision et fondateur du groupe de musique Zabriskie Point.
- Jean Laroche, poète.
- Gilles Candar, agrégé d'histoire, auteur de plusieurs livres.
- Cyril Teste, comédien.

## Enseignement
Depuis plus de dix ans, le lycée Guist'hau organise un stage de préparation aux concours d'entrée des Instituts d'études politiques durant les vacances scolaires. Des accords ont été signés avec Sciences Po Bordeaux et Sciences Po Rennes. De plus le lycée Guist'hau partage des conventions avec Nantes Université ainsi que Paris I (Panthéon-Sorbonne) et Paris IV (Paris-Sorbonne).
L'établissement a une réputation de lycée littéraire[réf. nécessaire] en raison de sa part importante de lycéens en série L et de ses classes préparatoires exclusivement littéraires, ce qui le différencie de son rival : le lycée Clemenceau, réputé pour être un lycée scientifique.

### Second cycle
Source : académie de Nantes.
Baccalauréat général
- Bac. général : série économique et sociale (ES).
- Bac. général : série scientifique (S).
- Bac. général : littéraire (L).
- AbiBac (L, S, ES).

### Après le baccalauréat
Source : académie de Nantes.
Diplôme des métiers d'art (DMA)
- DMA Régie du spectacle option lumière.
- DMA Régie du spectacle option son.

Classes préparatoires aux grandes écoles (CPGE)
- CPGE Lettres A/L - LSH (Lettres et Sciences Humaines) préparation aux ENS (1re et 2e années).
- CPGE Lettres B/L (Lettres et Sciences Sociales) préparation aux ENS (1re et 2e années).

Classe préparatoire aux grandes écoles de cinéma  (Ciné-Sup)
- Préparation aux concours de L'ENSLL (École Nationale Supérieure Louis LUMIERE)
- Préparation aux concours de La FEMIS (Fondation Européenne pour les Métiers de l'Image et du Son, administrativement École Nationale Supérieure des Métiers de l'Image et du Son)
- Préparation aux concours de L'INSAS (Bruxelles), de l'ENSATT (École nationale supérieure des arts et techniques du théâtre)

### Langues
Source : académie de Nantes.
- Allemand LV1, LV2, LV3, LV renforcée, section allemand européenne, AbiBac.
- Anglais LV1, LV2, LV renforcé, section anglais européenne.
- Espagnol LV1, LV1 corresp., LV2, LV3, LV renforcé corresp.
- Italien LV1, LV2, LV3 corresp., section italien européenne.
- Chinois LV2 corresp.
- Russe LV2.

### Options
Source : académie de Nantes.
- Analyse commentaire allemand.
- Analyse commentaire anglais.
- Analyse commentaire espagnol.
- Arts plastiques.
- Arts plastiques 5 heures.
- Cinéma-audiovisuel.
- Cinéma-audiovisuel 5 heures.
- Français.
- Géographie.
- Géographie historique de la France.
- Grec ancien.
- Grec ancien gd.
- Grec spécialité.
- Histoire.
- Histoire des arts.
- Histoire des arts 5 heures.
- Histoire moderne de la France
- Latin.
- Latin gd.
- Latin correspondance.
- Latin spécialité.
- Mathématiques.
- Philosophie.
- Physique-chimie.
- Sciences de la vie et de la terre.
- Sciences économiques et sociales.
- Sciences physiques FEMIS.
- Sciences physiques lumière.
- Sciences sociales.
- Théâtre.